# Süppling westlich Weißewarte
Der Süppling westlich Weißewarte ist ein FFH-Gebiet in der Stadt Tangerhütte im Landkreis Stendal im Sachsen-Anhalt.

## Allgemeines
Das FFH-Gebiet ist circa 487 Hektar groß. Im Norden grenzt es kleinflächig an das FFH-Gebiet „Tanger-Mittel- und Unterlauf“. Es ist durch die Landesverordnung zur Unterschutzstellung der Natura 2000-Gebiete im Land Sachsen-Anhalt (N2000-LVO LSA) seit dem 21. Dezember 2018 rechtlich gesichert. Zuständige untere Naturschutzbehörde ist der Landkreis Stendal.

## Beschreibung
Das FFH-Gebiet liegt nordöstlich von Tangerhütte. Es umfasst einen Teil des Waldgebietes Süppling, das vom Mahlwinkler bzw. Tangerhütter Tanger durchflossen wird. In großen Teilen des FFH-Gebietes stocken Erlen-Eschenwälder aus Schwarzerle, Gemeiner Esche, Hängebirke, Moorbirke und Stieleiche, zu denen sich Flatterulme und Bergahorn gesellen. Die Strauchschicht wird von Faulbaum, Vogelbeere und Eingriffeligem Weißdorn gebildet. Stellenweise dringen Bestände der Spätblühenden Traubenkirsche in die Erlen-Eschenwälder ein. Die Krautschicht wird von Sumpf- und Winkelsegge, Rohrglanzgras, Rasenschmiele, Gilbweiderich, Sumpfschwertlilie, Großem Springkraut, Schlangenlauch, Hainsternmiere, Dornigem Wurmfarn, Frauenfarn und Giersch gebildet. Auf trockeneren Standorten stocken Eichen-Hainbuchenwälder aus Stieleiche, Hängebirke, Moorbirke und Hainbuche. Dazu gesellen sich Winterlinde und Flatterulme. In der Strauchschicht stocken Eingriffeliger Weißdorn, Schlehdorn, Gewöhnlicher Spindelstrauch, Roter Hartriegel und Holzapfel. In der Krautschicht siedeln Große Sternmiere, Vielblütige Weißwurz, Zweiblättrige Schattenblume, Maiglöckchen, Hainveilchen, Waldzwenke, Waldknäuelgras, Hainrispengras, Rasenschmiele, Zittergras- und Reichenbachsegge. Stellenweise sind Eichenwälder aus Stieleiche, Hängebirke, Moorbirke, Vogelbeere, Espe und Waldkiefer ausgebildet, wobei die Vorkommen der Waldkiefer in der Vergangenheit forstlich gefördert wurde. In der Strauchschicht stockt Faulbaum. Auch hier breiten sich Bestände der Spätblühenden Traubenkirsche aus. In der Krautschicht siedeln Drahtschmiele, Schafschwingel, Rotes Straußgras, Pfeifengras, Pillensegge, Wiesenwachtelweizen und Waldhabichtskraut. Nur kleinflächig stocken Buchenwälder in der Ausprägung Hainsimsen-Buchenwald mit Rotbuche in der Baumschicht und Waldflattergras, Stechendem Hohlzahn, Ruprechtskraut und Gundermann in der Krautschicht. Ebenfalls kleinflächig sind feuchte Hochstaudenfluren mit Wasserdost, Zaunwinde, Rohrglanzgras und Hopfen ausgebildet.
Das Gebiet ist Lebensraum und Wanderkorridor des Fischotters. Die Wälder sind Lebensraum unter anderem für Schwarzstorch, Kranich, Wespenbussard und Mittelspecht sowie für die Fledermäuse Mopsfledermaus, Große und Kleine Bartfledermaus und Wasserfledermaus. Das Gebiet ist auch Lebensraum des Eremits.
Das FFH-Gebiet grenzt im Norden und Südosten an landwirtschaftliche Nutzflächen und ist ansonsten von weiteren Waldgesellschaften umgeben. Im Westen quert die Bahnstrecke Magdeburg–Wittenberge das Gebiet.